# Туника (окръг, Мисисипи)
Окръг Туника (на английски: Tunica County) е окръг в щата Мисисипи, Съединени американски щати. Площта му е 1246 km², а населението - 9227 души (2000). Административен център е град Туника.